# جام طلایی کونکاکاف ۲۰۰۷
جام طلایی کونکاکاف ۲۰۰۷ نهمین دوره جام طلایی کونکاکاف بود که با شرکت تیم‌های عضو کونکاکاف (آمریکای شمالی، آمریکای مرکزی و کارائیب) برگزار شد. در پایان مسابقات تیم ملی فوتبال ایالات متحده آمریکا برای چهارمین بار به مقام قهرمانی رسید.